# Skórnik pomarszczony

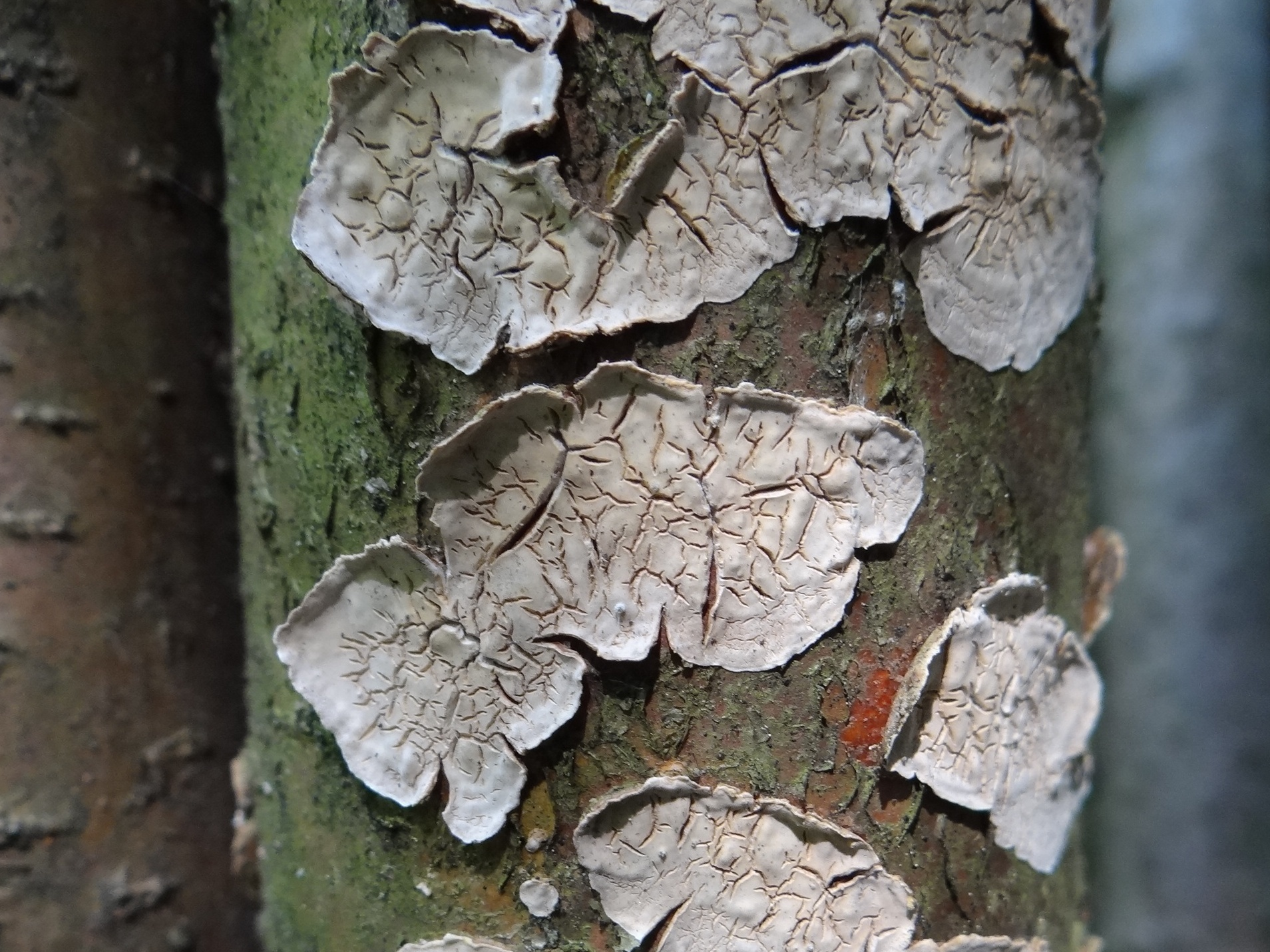

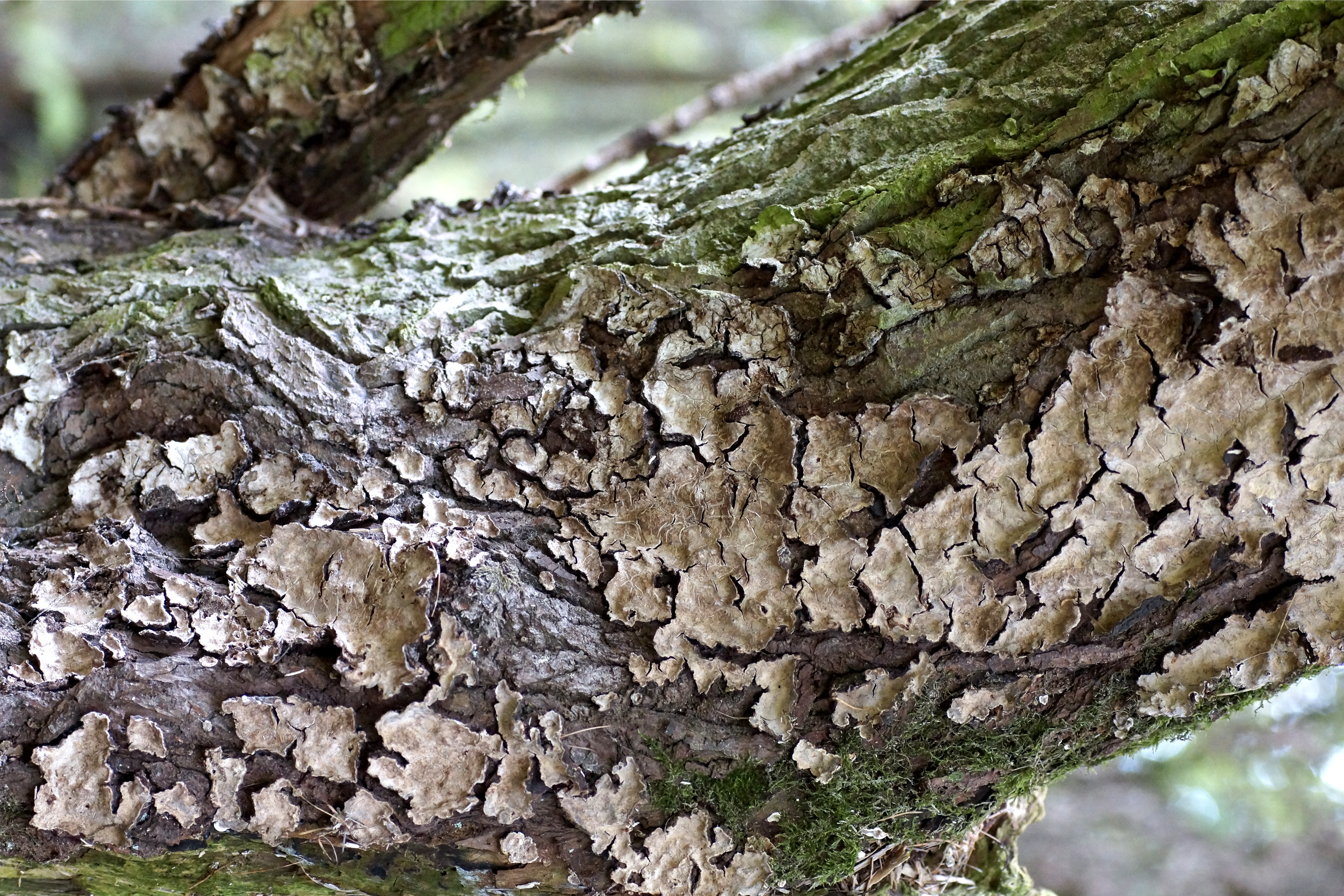

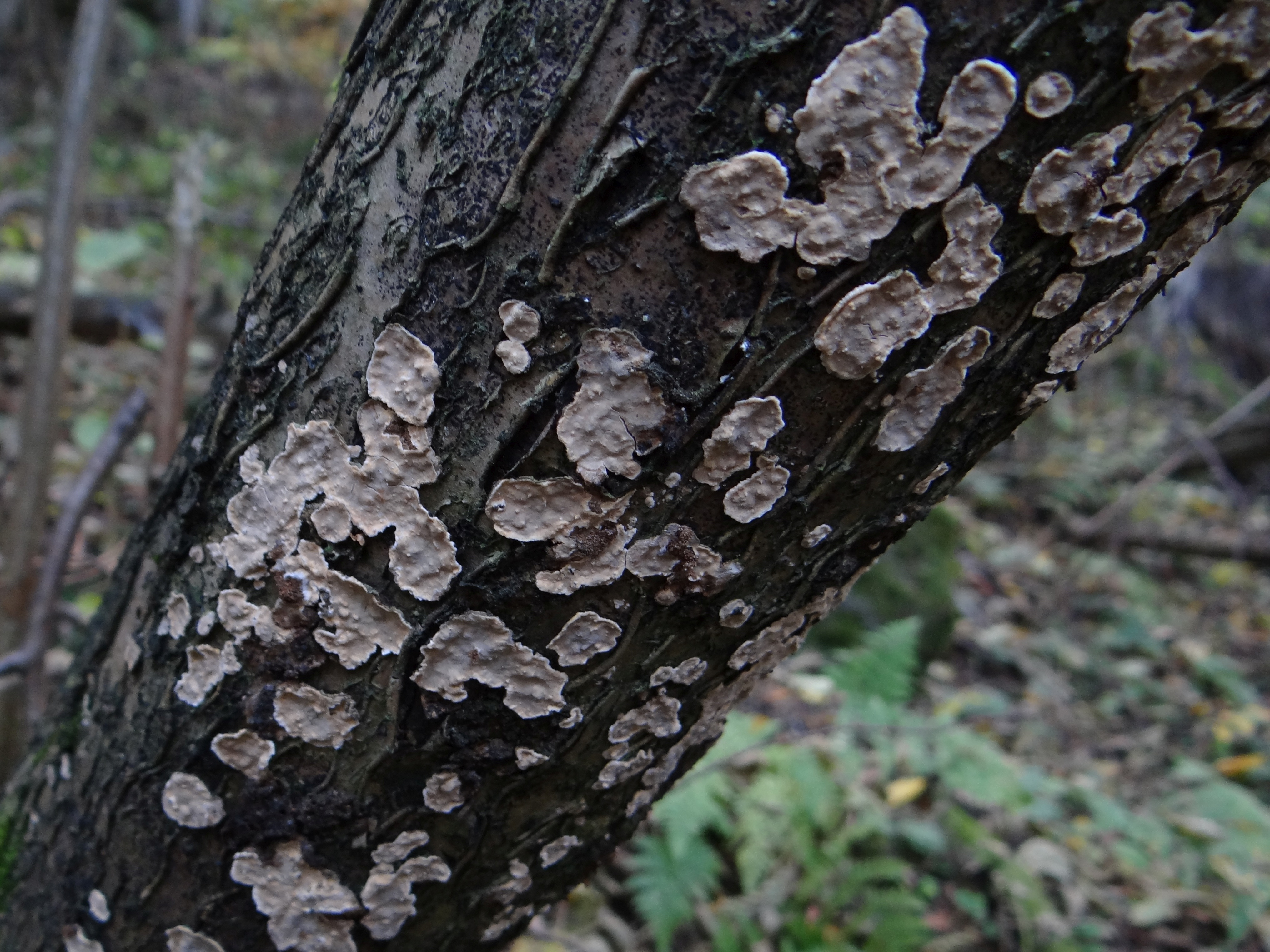
Owocniki na pniu leszczyny

Skórnik pomarszczony (Stereum rugosum Pers.) – gatunek grzybów należący do rodziny skórnikowatych (Stereaceae).

## Systematyka i nazewnictwo
Pozycja w klasyfikacji według Index Fungorum: Stereum, Stereaceae, Russulales, Incertae sedis, Agaricomycetes, Agaricomycotina, Basidiomycota, Fungi.
Nazwę polską podał Stanisław Chełchowski w 1898 r. W polskim piśmiennictwie mykologicznym gatunek ten ma też inne nazwy: skórnik leszczynowy, skórnik pomarańczowy. Niektóre synonimy naukowe:

- Gymnoderma rugosum (Pers.) Hoffm. 1811
- Haematostereum rugosum (Pers.) Pouzar 1959
- Stereofomes stratosus (Berk. & Broome) Rick 1930
- Stereum coryli Pers. 1796
- Stereum stratosum Berk. & Broome 1891
- Thelephora coryli (Pers.) Pers. 1822
- Thelephora laurocerasi Berk. 1836
- Thelephora rugosa (Pers.) Pers. 1801
- Thelephora rugosa var. coryli (Pers.) Pers. 1801

## Morfologia
Owocnik
Wieloletni. Młode okazy są mniej więcej okrągłe, rozpostarte. Całkowicie swoją grzbietową stroną przylegają do podłoża, co najwyżej tylko ich brzegi nieco odstają. Pojedynczy owocnik ma średnicę 5–20 mm, ale sąsiednie owocniki zlewają się z sobą i tworzą plastry osiągające długość nawet kilku metrów. Starsze okazy, zwłaszcza rosnące na pionowym podłożu, tworzą odstające, wydłużone kapelusze o szerokości 1–2 cm. Są one wąsko, głęboko rowkowane i strefowane i bezwłose, tylko brzeg jest brunatno filcowany. Górna powierzchnia tych kapeluszy jest początkowo białawo owłosiona, później szarawo-brunatna, a u starych okazów ciemnobrunatno-czarniawa. Miąższ jest skórzasty lub korkowato-łykowaty, u starszych owocników zdrewniały. Powierzchnia hymenialna jest nierówna i pomarszczona. Ma barwę żółtawą, kremowożółtawą do czerwonożółtawej lub szarożółtą, a podczas wilgotnej pogody ciemnoszarą z plamami. Po potarciu czerwienieje.
Owocniki starsze, u których występuje 10–20 warstw hymenium, mają grubość 2–4 mm. Przyczepione są do podłoża w niewielu miejscach, można je łatwo oderwać.
Cechy mikroskopowe
Strzępki włochatego okrycia kapeluszów mają szerokość 3–6 μm, są grubościenne, bezbarwne lub żółtawe. Strzępki w położonej pod nimi warstwie korteks u  są podobne do nich, ale posklejane. W bazalnej warstwie miąższu występują dwa rodzaje strzępek. Jedne są równoległe, cienkościenne i septowane bez sprzążek, drugie grubościenne i nie septowane. Niektóre z tych drugich wyginają się i wrastają w hymenium, gdzie kończą się cienkościennymi lub grubościennymi szkieletocystydami, które często mają żółtobrunatnawą zawartość. W wieloletnich owocnikach strzępki te przerastają poszczególne warstwy hymenium, nie wystając jednak ponad najmłodszą warstwę. Czasami w hymenium znajdują się nieliczne pseudoakantofizy.
Podstawki mają rozmiar 30–50 × 5–6 μm i są 2–4 sterygmowe. Zarodniki elipsoidalno-cylindryczne o rozmiarach 7–12 × 3–4,5 μm, o gładkiej powierzchni, cienkościenne, amyloidalne.

## Występowanie i siedlisko
Szeroko rozprzestrzeniony na kuli ziemskiej. Poza Antarktydą i Ameryką Południowa występuje na wszystkich kontynentach i na wielu wyspach. W Europie Środkowej jest pospolity. Również w całej Polsce jest pospolity.
Rozwija się na drewnie drzew liściastych, na gałęziach i pniach, głównie martwych. Wytwarza owocniki przez cały rok. Zasiedla pniaki, leżące na ziemi kłody i gałęzie, a także stojące jeszcze martwe pnie i gałęzie. Występuje na leszczynie, olszy, buku, dębie i innych. W górach dochodzi bardzo wysoko – znajdywano go na drzewach rosnących już w kosodrzewinie powyżej górnej granicy lasu.

## Znaczenie
Grzyb niejadalny. Saprotrof i pasożyt. Może rozwijać się nie tylko na martwym drewnie, ale także przez martwe gałęzie zakaża żywe drzewa powodując ich miejscową  nekrozę i raka drzewa, a w twardzieli białą zgniliznę drewna.

## Gatunki podobne
Na drewnie drzew iglastych rośnie bardzo podobny i również pospolity skórnik krwawiący (Stereum sanguinolentum). Nieco podobne są: skórniczek świerkowy (Amylostereum areolatum), skórniczek jodłowy (Amylostereum chailletii), drewnowiec popękany (Xylobolus frustulatus), tarczówka krążkowata (Aleurodiscus disciformis).